# Кляк (округ Жарновиця)
Кляк (словац. Kľak) — село, громада округу Жарновиця, Банськобистрицький край, центральна Словаччина, регіон Теков. Кадастрова площа громади — 22,81 км².
Населення 198 осіб (станом на 31 грудня 2017 року).

## Історія
Кляк вперше згадується в 1735 році.

## Населення
| Рік:            | 1994. | 2004.   | 2014.   | 2024.    |
| --------------- | ----- | ------- | ------- | -------- |
| Кількість осіб: | 251   | 242     | 218     | 168      |
| Різниця:        |       | -3,58 % | -9,91 % | -22,93 % |

| Рік:            | 2023. | 2024.   |
| --------------- | ----- | ------- |
| Кількість осіб: | 170   | 168     |
| Різниця:        |       | -1,17 % |